# Monte Grant
El monte Grant (en inglés: Mount Grant) es una montaña que se eleva a 1205 m s. n. m. entre el glaciar Esmark y el glaciar Keilhau en la parte sur de Georgia del Sur. Un territorio en el Océano Atlántico Sur, cuya soberanía está en disputa entre el Reino Unido el cual las administra como «Territorio Británico de Ultramar de las islas Georgias del Sur y Sandwich del Sur», y la República Argentina que las integra al Departamento Islas del Atlántico Sur, dentro de la Provincia de Tierra del Fuego, Antártida e Islas del Atlántico Sur.
Fue examinado por la South Georgia Survey en el período 1951-1957, y fue nombrado por el Comité Antártico de Lugares Geográficos del Reino Unido por Henry Grant, Secretario Colonial y Asesor Jurídico de las Islas Malvinas, desde 1906 hasta 1909, que contribuyó al desarrollo temprano de la industria de la caza de ballenas y la conservación de las ballenas en la zona.